# Dieter Hildebrandt
Dieter Hildebrandt (Bunzlau, 23 de mayo de 1927 - Múnich, 20 de noviembre de 2013) fue un artista de cabaret alemán.

## Biografía

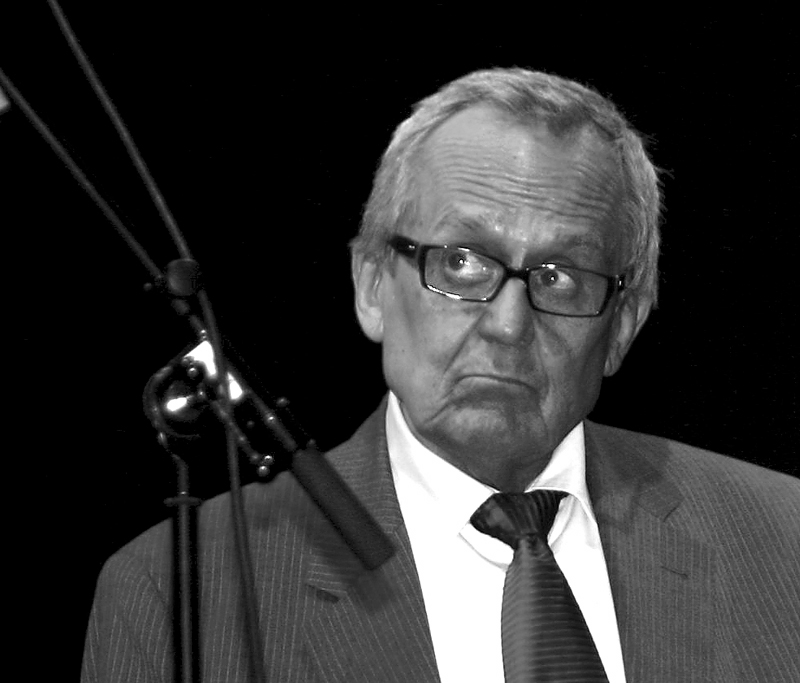
Dieter Hildebrandt.

Hildebrandt nació en Bunzlau, Baja Silesia, República de Weimar (ahora Bolesławiec, Polonia), donde asistió a la escuela. En la Segunda Guerra Mundial se convirtió en un Flakhelfer (ayudante de artillería antiaérea) de la Luftwaffe, pero fue reclutado para el ejército alemán después de cuatro meses como Flakhelfer.
En junio de 2007, un año después de las revelaciones de Günter Grass Waffen-SS, los documentos fueron hechos públicos lo que demostró que algunos intelectuales alemanes prominentes como Siegfried Lenz, Martin Walser y Dieter Hildebrandt habían sido miembros del Partido Nazi. Para los tres los documentos mostraban su pertenencia a una edad más joven, durante una etapa tardía del régimen fascista en Alemania - La aplicación de Hildebrandt fue del 19 de febrero de 1944 (cuando Hildebrandt todavía tenía 16) y fue admitido el 20 de abril de 1944, en el 55 º cumpleaños de Adolf Hitler. Tanto Lenz y Hildebrandt dijeron que no tenían conocimiento de haber escrito una solicitud y sin darse cuenta de que se convirtieron en miembros del Partido Nazi en 1944. Historiadores como Norbert Frei y Götz Aly dijeron en ese contexto que algunos líderes del partido nazi locales podrían haber escrito las solicitudes masivas al partido sin el conocimiento de los supuestos solicitantes.
El 8 de mayo de 1945, Hildebrandt fue tomado prisionero por el Ejército de los Estados Unidos, pero fue liberado a los pocos meses.
Falleció de cáncer en Múnich el 20 de noviembre de 2013 a los 86 años.